# David Adeang
David Adeang, né le 24 novembre 1969, est un homme politique nauruan, président de Nauru depuis le 30 octobre 2023. Fils de l'ancien président de la République Kennan Adeang, il a été plusieurs fois ministre, et brièvement président du Parlement en 2004 et en 2008.
Perçu comme exerçant le véritable pouvoir dans le gouvernement de Baron Waqa de 2013 à 2019, David Adeang est accusé de multiples atteintes à l'État de droit durant ses six années dans ce gouvernement, et est également soupçonné de corruption par la justice australienne. Il brigue sans succès la présidence de la République en août 2019 avant d'être élu à cette fonction par les députés le 30 octobre 2023.

## Jeunesse et études
L'un de ses arrière-grand-pères serait un immigré venu d'un village à proximité de Jiangmen dans le Guangdong dans le sud-est de la Chine.
Scolarisé dans une grammar school à Geelong en Australie, David Adeang obtient ensuite un diplôme de licence d'économie de l'université du Pacifique Sud, puis un diplôme de Master en relations internationales de l'université nationale australienne.
Il est ensuite employé dans l'administration publique du ministère nauruan des Affaires étrangères, puis au haut commissariat (ambassade) de Nauru aux Fidji.

## Carrière politique

### 2003-2007: ministre des Finances, de la Justice et des Affaires étrangères
David Adeang est un des fondateurs du parti politique Naoero Amo, dont la visée première affichée est de promouvoir la transparence, d'assainir les finances du pays et de lutter contre la corruption. Il entre au Parlement de Nauru à l'occasion d'une élection partielle en 2001. Aux élections parlementaires de mai 2003, le Naoero Amo remporte trois des dix-huit sièges du Parlement nauruan. Le 29 mai, ce parti forme alors un gouvernement de coalition avec les partisans de Ludwig Scotty, ce dernier devenant président de la république de Nauru, David Adeang devenant quant à lui ministre des Finances et de la Planification économique. Le 8 août de la même année, Ludwig Scotty et son gouvernement sont démis de leurs fonctions et Kinza Clodumar remplace David Adeang. De mai à juin 2004, Adeang est le président du Parlement, avant la tenue d'élections législatives anticipées.
Le 22 juin 2004, les nouvelles élections parlementaires sont de nouveau remportées par le Naoero Amo allié avec Kinza Clodumar. Ce dernier conserve son portefeuille ministériel et David Adeang obtient ceux de la Justice et des Affaires étrangères. L'attribution du ministère des Affaires étrangères à un ministre est un évènement car ce portefeuille ministériel était réservé au président de la République depuis l'indépendance le 31 janvier 1968. L'État d'urgence ayant été décrété le 1er octobre 2004, le Parlement est dissout et de nouvelles élections parlementaires sont organisées pour le 23 octobre. David Adeang est réélu dans la circonscription électorale d'Ubenide et récupère les ministères de la Justice et des Affaires étrangères. Un mois plus tard, il abandonne la fonction de ministre de la Justice et obtient celle de ministre des Finances et de la Planification économique.
Il est réélu député en 2007. Cette même année, il est accusé de « mauvaise conduite » en rapport avec des hommes d'affaires étrangers ; ceci provoque une crise politique lorsque ses collègues de parti et de gouvernement, dont le président Ludwig Scotty, refusent d'étudier le bien-fondé ou non de ces accusations, et soutiennent Adeang sans réserve. Cette affaire mène finalement à la chute du gouvernement Scotty. Un nouveau gouvernement est formé, avec Marcus Stephen à sa tête, et Adeang perd ses fonctions de ministre. Il cède sa place de ministre des Affaires étrangères à Kieren Keke. La police commence alors à s'intéresser aux accusations portées contre Adeang, mais il n'est jamais inculpé.

### 2008: président du Parlement, attaques contre l'opposition
En mars 2008, Adeang s'allie à l'ancien président Rene Harris pour tenter une motion de censure à l'encontre de Stephen, trois mois seulement après que celui-ci est entré en fonction. Le Speaker (président) du Parlement, Riddell Akua, fait barrage à cette tentative en démissionnant. Adeang prend le poste de Speaker le 20 mars. Les médias supposent alors qu'une motion de censure contre Stephen, appuyée par Adeang, est imminente.
Le 22 mars, Adeang convoque une session du Parlement, sans, apparemment, prévenir les membres de la majorité, qui ne sont donc pas présents. Les députés de l'Opposition votent alors une loi qui interdit la double nationalité pour les députés. Si elle était appliquée, cette loi obligerait les ministres Kieren Keke et Frederick Pitcher à démissionner, et permettrait à l'Opposition d'avoir une majorité de sièges au Parlement. Le gouvernement réagit en niant la légitimité du vote ; il affirme que la loi est anticonstitutionnelle, puisque le quorum n'a pas été atteint au Parlement. Le président Marcus Stephen accuse Adeang et les autres députés de l'Opposition d'avoir voté la loi « après le coucher du soleil, le samedi de Pâques », « à la lueur des bougies ».
Le 28 mars, Adeang ordonne à Keke et Pitcher de quitter le Parlement. Les deux ministres refusent d'obtempérer, et Adeang suspend la session parlementaire. L'affaire est portée devant la Cour suprême. Le 7 avril, le gouvernement affirme que la Cour a donné tort à Adeang, en déclarant la loi sur la double nationalité des députés anticonstitutionnelle, pour cause d'insuffisance de quorum. La Cour suprême aurait également rejeté l'affirmation d'Adeang, selon laquelle les tribunaux ne peuvent se prononcer sur les actions du Parlement ; la Cour suprême a le devoir de rappeler le Parlement à l'ordre lorsque le Parlement viole la Constitution. Adeang avait annoncé qu'il ne se considérerait pas juridiquement contraint par le jugement de la Cour, et qu'il le considérerait comme «une simple opinion».
Le 9 avril, Adeang annonce qu'il a suspendu l'ensemble des neuf députés de la majorité présidentielle. Il affirme que ceux-ci ont agi de manière honteuse, et qu'ils l'ont insulté pendant qu'il prononçait un discours en réponse au jugement de la Cour suprême. Le 18 avril, Stephen répond en dissolvant le parlement et en annonçant de nouvelles élections législatives,. Les élections sont remportées par les partisans de Stephen, et Adeang est remplacé par Riddell Akua au poste de Speaker.

### 2011-2013: brièvement ministre et mort de son épouse
Le 15 novembre 2011, le gouvernement du président Frederick Pitcher est destitué lorsque le député Sprent Dabwido rejoint les rangs de l'opposition, provoquant un changement de majorité et accédant à la présidence de la République,. Dabwido nomme alors Adeang ministre des Finances et du Développement durable, de la Justice, et ministre chargé de la Nauru Rehabilitation Corporation,. Le 11 juin 2012, toutefois, Dabwido limoge son propre gouvernement, l'accusant de ne pas soutenir ses projets de réforme constitutionnelle qui visent une plus grande stabilité politique. Il nomme un nouveau gouvernement composé de députés de l'Opposition.
En avril 2013, l'épouse de David Adeang, Madelyn, meurt brûlée vivante dans le jardin de leur maison, dans des circonstances non élucidées. La police nauruane ne mène pas d'enquête, ne prend aucune photographie de la scène du drame, et ne cherche à interroger ni David Adeang ni aucun témoin potentiel. La police publie simplement un communiqué indiquant que la défunte portait un seau de pétrole qui a pris feu pour des raisons inexpliquées, entraînant sa mort. Le magistrat résident de Nauru Peter Law, de nationalité australienne, insatisfait, entame une enquête du médecin légiste, qui est toutefois interrompue lorsque David Adeang le fait arrêter et expulser du pays en janvier 2014,.

### 2013-2019: homme fort du gouvernement Waqa, et atteintes à la démocratie

#### 2013: censure de l'opposition et des médias
Le 13 juin 2013, le nouveau président Baron Waqa nomme Adeang aux postes de ministre assistant le président, ministre des Finances et du Développement durable, ministre de la Justice, et ministre chargé de la Eigigu Holdings Corporation et de la Nauru Air Corporation. En juillet, alors que Waqa est en dehors du pays, Adeang, assurant la tête du gouvernement, prend la décision controversée d'interdire la diffusion par les médias des paroles d'un député de l'opposition, Mathew Batsiua, qui critique le limogeage par le gouvernement du chef de la police. Cette censure est alors commentée par les médias étrangers, et condamnée par l'opposition.
Quelques jours plus tard, Adeang interdit à nouveau la diffusion d'une interview télévisée - cette fois, une interview du député d'opposition Kieren Keke critiquant un accord entre Nauru et l'Australie concernant l'établissement à Nauru de réfugiés arrivés en Australie par bateau. Adeang fait diffuser un entretien dans lequel il explique le point de vue du gouvernement, mais ne permet pas à l'opposition de faire de même. Il explique : « Kieren n'a pas nécessairement la même interprétation que nous de cet accord, et je pense que la nôtre est la bonne ».

#### 2014: déportation d'étrangers et suspension de députés d'opposition
En janvier 2014, la majorité parlementaire introduit une législation rétroactive permettant au gouvernement de déporter immédiatement et sans appel tout étranger présent dans le pays ; cette loi est alors appliquée à l'Australien Rod Henshaw, conseiller du gouvernement précédent, accusé d'être trop proche de l'opposition. Elle est également appliquée pour faire arrêter et expulser du pays David Law, le magistrat qui enquête sur la mort de Madelyn Adeang. David Adeang, en tant que ministre de la Justice, a dès lors « le pouvoir absolu de déporter n'importe qui sans indiquer de raison et sans recours aux tribunaux »,. Geoffrey Eames (en), l'Australien qui est le président de la Cour suprême de Nauru, demande alors à venir à Nauru pour reprendre l'enquête sur la mort de Madelyn Adeang. David Adeang annulle son visa, l'empêchant d'entrer dans le pays.
Le 13 mai 2014, sur proposition d'Adeang, le Parlement vote la suspension de trois députés d'opposition (Kieren Keke, Roland Kun et Mathew Batsiua), au motif qu'ils ont critiqué le gouvernement auprès des médias étrangers, et auraient ainsi nui à la réputation internationale du pays. Kieren Keke répond en accusant la majorité parlementaire de vouloir faire taire toute critique, et de dérive vers une dictature.

#### 2015: l'«affaire Getax»
En juin 2015, la Australian Broadcasting Corporation (ABC) révèle que Baron Waqa, David Adeang et plusieurs autres députés les soutenant auraient reçu entre eux plusieurs centaines de milliers de dollars australiens en pots-de-vin de la part de la compagnie australienne de commerce de phosphate Getax en 2009 et en 2010. Ces sommes étaient destinées à les aider dans leur conquête du pouvoir, afin qu'ils mettent en œuvre des politiques favorables à Getax. Dans un e-mail consulté par la ABC, Adeang promet d'œuvrer pour que Getax obtienne le plein contrôle sur les réserves de phosphate de Nauru, qui était alors considérées comme un bien public. Le 8 juin, la ABC diffuse un reportage avançant des preuves de corruption à l'encontre de Waqa et d'Adeang ; la police fédérale australienne ouvre une enquête à l'encontre de la compagnie Getax.

#### 2015: arrestation de députés et de manifestants d'opposition
Le 16 juin 2015, plus de trois cents personnes manifestent à Nauru pour demander la levée de la suspension des cinq députés d'opposition, interdits d'entrée au Parlement depuis plus d'un an pour avoir critiqué le gouvernement. Le gouvernement décrit la manifestation comme une émeute, affirmant que les manifestants ont brisé des vitres du Parlement et blessé dix policiers en leur jetant des pierres. Le député d'opposition Mathew Batsiua est arrêté et placé en détention pour être entré dans l'enceinte du Parlement. Le député d'opposition Roland Kun, installé en Nouvelle-Zélande avec sa famille depuis sa suspension du Parlement, est présent à Nauru au moment de la manifestation mais n'y participe pas. Le lendemain néanmoins,  alors qu'il s'apprête à s'envoler vers la Nouvelle-Zélande pour rejoindre sa famille, le gouvernement Waqa révoque son passeport, lui interdisant de quitter Nauru. Les autorités lui reprochent un entretien qu'il a accordé aux médias australiens une semaine plus tôt. Le 19 juin, les députés d'opposition Squire Jeremiah et Sprent Dabwido sont arrêtés à leur tour pour avoir participé à la manifestation.
Fin juin, le gouvernement néo-zélandais, l'Union européenne et l'Union inter-parlementaire s'inquiètent publiquement de ces développements. Ils appellent le gouvernement nauruan à respecter la liberté d'expression, le droit des citoyens de s'informer, le droit de l'opposition parlementaire de fonctionner, ainsi que les normes internationales de droits de l'homme. Le 2 juillet la Chambre des représentants de Nouvelle-Zélande adopte à l'unanimité une motion introduite par le député vert Kennedy Graham exprimant leur « inquiétude » au sujet des actions du gouvernement nauruan : « soupçon d'interférence envers le pouvoir judiciaire, la suspension des députés d'opposition, l'annulation des passeports de députés d'opposition, et l'abrogation de droits civils et politiques ». En septembre, le gouvernement de Nouvelle-Zélande suspend son aide financière au secteur judiciaire de Nauru, en raison du non-respect des règles d'un État de droit par le gouvernement Waqa / Adeang. Dans le même temps, usant de son rôle de ministre de la Justice, David Adeang accorde des visas d'entrée dans le pays selon son bon vouloir, et en accorde aux journalistes étrangers favorables à son gouvernement tout en les refusant aux journalistes étrangers qui pourraient se montrer critiques. En 2018 la journaliste Barbara Dreaver, la correspondante de Television New Zealand pour les îles du Pacifique, est arrêtée par la police nauruane et son accréditation est révoquée par le gouvernement Waqa / Adeang pour avoir interviewé un demandeur d'asile détenu par Nauru pour le compte de l'Australie dans le cadre de la politique australienne de « solution du Pacifique » contre l'immigration illégale.

#### 2018: contrôle sur la justice
Le 2 avril 2018, le gouvernement Waqa / Adeang abroge le traité qui faisait de la Haute Cour d'Australie l'instance d'appel du système judiciaire nauruan. La décision est rétroactive au 13 mars, et prive les personnalités politiques d'opposition arrêtées pour manifestation en 2015 - les « Dix-Neuf de Nauru » - de possibilité d'appel. Début juin, le gouvernement fait adopter une loi qui punit de deux ans de prison et d'une lourde amende toute personne critiquant une décision de justice, ou publiant cette décision, ou critiquant tout participant à une affaire judiciaire (dont le gouvernement lorsqu'il est partie civile, par exemple), ou effectuant tout acte ou parole pouvant « scandaliser » l'autorité du système judiciaire. Sont exemptés de ces punitions les membres du gouvernement, qui demeurent donc libres de critiquer les tribunaux, et les députés (en vertu de leur immunité parlementaire). L'opposition dénonce une nouvelle loi destinée à la réduire au silence.
Le 13 septembre 2018, le juge Geoffrey Muecke, de la Cour suprême, met un terme au procès des dix-neuf personnes arrêtées en 2015 lors de la manifestation pour la démocratie, dont Mathew Batsiua, Sprent Dabwido et Squire Jeremiah. Le juge explique que le gouvernement a rendu impossible la tenue d'un procès équitable, le ministre de la Justice David Adeang ayant tenté d'empêcher les accusés d'avoir accès à un avocat, et ayant déclaré ouvertement que le gouvernement ferait le nécessaire pour qu'ils soient emprisonnés. Le juge note également que le gouvernement a fait pression sur les entreprises du pays pour que le accusés ne puissent pas trouver d'emploi. Geoffrey Muecke accuse David Adeang de s'être livré à « un affront honteux à l'État de droit ». David Adeang estime publiquement qu'il faudra « s'occuper » de ce juge dont les « valeurs » ne sont pas celles du gouvernement, « nous qui disons que ces personnes sont coupables ».
David Adeang en tant que ministre de la Justice fait appel de cette décision, et crée à cet effet une Cour d'Appel de Nauru. Le gouvernement fait également adopter une loi empêchant les accusés d'avoir accès à des avocats venant de l'étranger, et nomme un unique avocat pour représenter collectivement les accusés. En mai 2019, Sprent Dabwido, réfugié en Australie, meurt d'un cancer. En décembre 2019, le juge fidjien Daniel Fatiaki, siégeant dans cette nouvelle cour, déclare tous les accusés coupables : quatre pour agression, onze pour émeutes et deux pour être entrés illégalement dans les locaux du Parlement. Il les condamne à entre trois et onze mois de prison ferme, dont une peine de onze mois de prison à l'encontre de Mathew Batsiua,,,.
En amont des élections législatives d'août 2019, les commentateurs notent que David Adeang semble chercher à évincer le président Waqa et briguer lui-même la présidence. Il soutient en effet le secrétaire du ministère des Finances, Martin Hunt, qui se présente contre Baron Waqa dans la circonscription de Boe. Martin Hunt remporte le siège, perdu par Baron Waqa qui ne peut donc prétendre à un nouveau mandat de président,. Lui-même largement réélu député de sa circonscription d'Ubenide, David Adeang brigue la présidence de la République. Réunis le 27 août, les députés lui préfèrent toutefois Lionel Aingimea, simple député de la majorité sortante, par douze voix contre six.

### Depuis 2023: président de la République
Simple député d'opposition de 2019 à 2023, David Adeang brigue la présidence de la république lorsque le président Russ Kun perd la confiance du Parlement le 25 octobre 2023. Deux scrutins parmi les députés le 26 octobre aboutissent à une égalité : le candidat du gouvernement sortant, Rennier Gadabu, reçoit neuf suffrages, et David Adeang neuf également. Après une troisième égalité le 30 octobre, Russ Kun, pour mettre fin à ce blocage, apporte son soutien à David Adeang, qui est élu président de la république par les députés ce même jour avec dix voix, contre huit pour Delvin Thoma,.
Formant son gouvernement le 30 octobre, il s'attribue à lui-même les ministères du service public, des finances et du développement durable, des affaires multiculturelles, de la Eigigu Holdings Corporation (services financiers, hôtel, transports...), de la Nauru Air Corporation, et de la Nauru (RPC) Corporation (le centre de détention de demandeurs d'asile envoyés par l'Australie).
Début novembre 2023, alors qu'il assiste au sommet du Forum des Îles du Pacifique à Aitutaki, il quitte la séance avec le reste de la délégation nauruane et boycotte le reste du sommet. Les États membres du Forum s'étant entendus pour que les États micronésiens choisissent entre eux le prochain secrétaire général du Forum, ces cinq États (Kiribati, États fédérés de Micronésie, îles Marshall, Nauru, Palaos) avaient choisi en février 2023 Baron Waqa. Lors du sommet du Forum en novembre 2023, la Première ministre des Samoa, Fiame Naomi Mata'afa, soulève ses inquiétudes quant à ce choix, rappelant les atteintes commises par le président Waqa contre l'indépendance de la justice, l'État de droit et les droits de l'homme à Nauru, ainsi que les soupçons de corruption qui pèsent sur lui. Elle demande que soit rediscutée l'attribution du poste de secrétaire-général du Forum, et c'est en réaction à cette demande que David Adeang quitte les lieux pour protester,,. Les présidents des États micronésiens ayant réaffirmé leur soutien à Baron Waqa, le Forum entérine son élection le 10 novembre. Il entrera en fonction comme secrétaire général en 2024.
Le 15 janvier 2024, le gouvernement Adeang rompt les relations diplomatiques de Nauru avec Taïwan et rétablit des relations avec la république populaire de Chine. David Adeang affirme avoir pris cette décision pour le bien de l'économie de Nauru. Fin mars, il se rend en visite d'État à Pékin où il est reçu par le président chinois Xi Jinping, et signe l'adhésion de Nauru au projet chinois de Nouvelles routes de la soie pour le développement.
En mai 2024, il se rend en visite d'État à Cuba.